# Michael Maestlin
Michael Maestlin, também Mästlin, Möstlin ou Moestlin (Göppingen, 30 de setembro de 1550 — Tübingen, 20 de outubro de 1631) foi um astrônomo e matemático alemão, conhecido por ser o mentor de Johannes Kepler. Ele foi aluno de Philipp Apian e foi conhecido como o professor que mais influenciou o Kepler. Maestlin foi considerado um dos astrônomos mais importantes entre a época de Copérnico e Kepler.

## Juventude e Família
Maestlin nasceu em 30 de setembro de 1550 em Göppingen, uma pequena cidade no sul da Alemanha, cerca de 50 quilômetros a leste de Tübingen. Filho de Jakob Maestlin e Dorothea Simon, Michael Maestlin nasceu em uma família protestante. Maestlin tinha uma irmã mais velha chamada Elisabeth e um irmão mais novo chamado Matthäus. O sobrenome original dos Maestlin era Leckher ou Legecker e eles viviam na vila de Boll, a poucos quilômetros ao sul de Göppingen (Decker 103). Em sua autobiografia, Maestlin conta como o sobrenome de Legecker se tornou Mästlin. Ele afirma que um de seus ancestrais recebeu isso como apelido quando uma velha cega o tocou e exclamou “Wie bist du doch so mast und feist! Du bist ein rechter Mästlin!”. Isso se traduz aproximadamente em “Como você é tão grande e rechonchudo? Você com razão é um gordo!".
Maestlin casou-se com Margarete Grüniger em 9 de abril de 1577. Há poucas informações sobre seus filhos desse casamento. No entanto, sabe-se que teve pelo menos três filhos, Ludwig, Michael e Johann Georg, e pelo menos três filhas, Margareta, Dorothea Ursula e Anna Maria. Em 1588, Margarete morreu aos 37 anos, potencialmente devido a complicações de parto. Esta morte prematura deixou vários filhos sob os cuidados de Maestlin e pode ter influenciado sua decisão de se casar novamente no ano seguinte. Em 1589, Maestlin casou-se com Margarete Burkhardt. Maestlin e Burkhardt tiveram oito filhos juntos. Em uma carta de 1589 a Johannes Kepler, Maestlin relata como a morte de seu filho de um mês, August, o perturbou profundamente.

## Educação
Em 1565, quando Michael tinha cerca de 15 anos, ele foi enviado para a vizinha Klosterschule em Königbronn. Em 1567, Michael foi transferido para uma escola semelhante em Herrenalb. Ao terminar sua educação em Herrenalb, Maestlin matriculou-se na universidade, matriculando-se em 3 de dezembro de 1568 na Universidade de Tübingen. Quando Maestlin entrou na universidade em 1569, ele o fez como um dos beneficiários de uma bolsa de estudos do duque de Württemberg. Ele estudou teologia na Tübinger Stift, que foi fundada em 1536 pelo duque Ulrich von Württemberg, e era considerada uma instituição educacional de elite. Ele obteve seu bacharelado em 1569 e seu mestrado em 1571. Após receber seu mestrado, Maestlin permaneceu na universidade como estudante de teologia e como tutor na igreja do seminário teológico localizado em Württemberg. Em cartas enviadas a Maestlin sobre suas qualificações, foi revelado que ele se formou summa cum laude e ficou em terceiro lugar em sua turma de vinte alunos. Durante o tempo que passou fazendo seu mestrado, Maestlin estudou com Philipp Apian. Não é certo, mas acredita-se que Apian ministrou cursos de Aritmética de Frisius, Elements de Euclides, Sphera de Proclo, Theoricae Novae Planetarus de Peurbach e o uso adequado de instrumentos geodésicos. Os ensinamentos de Apian evidentemente influenciaram o artigo de Maestlin sobre relógios de sol, pois o conteúdo deste ensaio envolve elementos de mapas e globos celestes estruturados.
Em 1584, Maestlin foi nomeado professor de matemática em Tübingen. Ele foi eleito Reitor da Faculdade de Artes para os seguintes mandatos: 1588-89, 1594-95, 1600-1, 1607-09, 1610-11, 1615, 1623 e 1629.
Em 1576, Maestlin foi enviado para ser diácono na igreja luterana em Backnang, uma cidade a cerca de 30 quilômetros a noroeste de Göppingen. Enquanto estava lá, ele observou um cometa que apareceu em 1577. Tycho Brahe na Dinamarca observou o mesmo cometa e, a partir das observações de sua paralaxe, Tycho e Maestlin foram capazes de determinar que o cometa deve estar acima da lua, ao contrário das teorias astronômicas de Aristóteles e Ptolomeu. Maestlin concluiu que, no sistema copernicano, o cometa deve estar em uma região entre a esfera de Vênus e a da Terra e da Lua. Maestlin serviu como principal conselheiro científico do duque de 1577–1580.

## Carreira
Enquanto lecionava na universidade Maetslin tho um copernicano ensinou astronomia Ptolomaica tradicional em seus cursos. No entanto, Maestlin apresentou a astronomia heliocêntrica de Copérnico a seus alunos avançados.
Entre seus alunos estava Johannes Kepler (1571–1630), que considerava Maestlin não apenas um professor, mas também um mentor ao longo da vida. Embora ele tenha ensinado principalmente a visão tradicional geocêntrica ptolomaica do sistema solar, Maestlin também foi um dos primeiros a aceitar e ensinar a visão heliocêntrica copernicana. Maestlin se correspondia com Kepler frequentemente e desempenhou um papel considerável em sua adoção do sistema copernicano. A adoção do heliocentrismo por Galileo Galilei também foi atribuída a Maestlin.
Michael Maestlin foi um dos poucos astrônomos do século XVI que adotou totalmente a hipótese copernicana, que propunha que a Terra era um planeta e que se movia em torno do sol. 1570 ele adquiriu uma edição de sua obra principal De revolutionibus orbium coelestium (sua edição com muitos comentários está em Schaffhausen). Maestlin reagiu ao pensamento de estrelas distantes girando em torno de uma Terra fixa a cada 24 horas e ensinou tudo o que podia sobre Copérnico para Kepler.
Em novembro de 1572, Maeslin e muitos outros ao redor do mundo testemunharam uma luz estranha no céu que agora sabemos ser uma supernova galáctica. Maeslin tentou explicar este fenômeno em seu tratado intitulado Demonstratio astronomica loci stellae novae, tum respectu centri mundi, tum respectu signiferi & aequinoctialis. Este tratado de Maeslin era um curto apêndice matemático e astronômico detalhando a nova e foi publicado em Tübingen em março ou abril de 1573. Esta nova foi chamada de Nova de Cassiopeia e foi a primeira supernova galáctica a ser observada na Europa. O tratado de Maeslin atraiu a atenção de Tycho Brahe, que o reproduziu na íntegra, junto com sua crítica, em uma das publicações mais conhecidas sobre a nova, em seu Astronomiae instauratae progymnasmata impresso postumamente. O tratado de Maestlin está disponível em formato manuscrito em Stuttgart e em Marburg.
O programa do tratado de Maestlin de 1573 sobre a supernova era praticamente idêntico ao do tratado mais longo De Stella Nova de Tycho Brahe, publicado no mesmo ano dois ou três meses depois. O Progymnasmata de Tycho também era quase idêntico aos tratados de Maeslin, que foram concluídos em 1592, mas publicados apenas em 1602, um ano após a morte de Tycho Brahe.

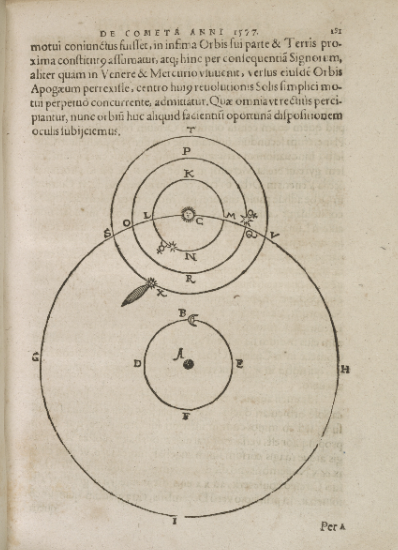
Descrição de Tycho Brahe do cometa de 1577 viajando pelo céu.

Maestlin, ao seguir o sistema solar copernicium, acreditava que o 'movimento de comutação' (ou 'movimento paralático') dos planetas superiores, sendo os planetas mais distantes do Sol em comparação com a Terra, e a falta de movimento paralático no Nova significava que a nova tinha que ocorrer fora dos anéis planetários e no anel de estrelas fixas. Esta nova ocorrendo no anel de estrelas fixas contradiz os entendimentos anteriores de Ptolomeu e Aristotélico. Maestlin também concluiu que a nova ajudou a provar o sistema solar heliocêntrico como ele disse, a menos que as pessoas admitam que os cometas podem ser colocados no orbe estelar, cuja altitude é imensa e cuja extensão não conhecemos, para qual também a distância entre o Sol e a Terra é incomparável, como testemunhou Copérnico.
Em 1580, Maestlin observou outro cometa e começou a reunir algumas ideias sobre como ele se formou. Nove anos depois, em 1589, Maestlin compartilhou suas conclusões sobre o aparecimento do cometa com seu amigo o astrólogo, Helisaeus Roeslin, que disse que a lua estava localizada na frente do Grande Cometa de 1577. Também neste mesmo ano, Maestlin publicou uma dissertação sobre os princípios fundamentais da astronomia e a primeira edição de seu livro Epitome Astronomiae.
O prefácio da republicação de 1596 da Narratio Prima de Rheticus também foi escrito por Maestlin. Este prefácio foi uma introdução à obra de Copérnico. Além disso, Maestlin fez muitas contribuições para tabelas e diagramas no Mysterium Cosmographicum de Kepler. A publicação de Mysterium Cosmographicum por Kepler foi supervisionada por Maestlin, no qual ele adicionou seu próprio apêndice à publicação sobre a teoria planetária de Copérnico com a ajuda das Tabelas Prutênicas de Erasmus Reinhold. Uma discussão sobre a grande esfera e a esfera lunar, bem como mais discussão e conclusões para suas descrições da teoria planetária copernicana também foi adicionada por Maestlin no livro de Kepler.
Maestlin e Kepler se comunicaram por meio de uma série de cartas sobre o livro de Kepler, o Mysterium Cosmographicum, no qual Maestlin acrescentou seu apêndice "Sobre as dimensões dos círculos e esferas celestiais, de acordo com as Tabelas Prutênicas após a teoria de Nicolau Copérnico". Este apêndice continha um conjunto de distâncias planetárias, além de um método de derivá-las das tabelas Prutenic. Maestlin também acrescentou sua própria compreensão da geometria de Nicolau Copérnico ao livro de Kepler. Quando. Maestlin e Kepler estavam se comunicando por meio de cartas sobre o livro de Kepler, discutindo tópicos como a imprecisão dos valores que Copérnico usava ao calcular as esferas do cosmos.
Com a ajuda de Maeslin em 1595, Kepler acreditava ter descoberto a relação entre o período do planeta e a distância do sol. Ele fez isso assumindo primeiro a velocidade igual de cada planeta e depois observando que os planetas não giravam apenas de acordo com o comprimento de seus raios. Kepler observou que o sol exercia uma força que foi progressivamente atenuada à medida que os planetas se distanciavam cada vez mais do próprio sol. Maeslin até forneceu a geometria para ajudar a visualizar a teoria de Kepler da força solar e seus efeitos nos outros planetas.
Embora tenha se comunicado com frequência com Kepler por meio de cartas durante os anos de 1594 a 1600, Maestlin pareceu abandonar o diálogo com seu ex-aluno. Kepler, ansioso para manter a conversa viva, escreveu mais cartas para as quais não obteve resposta. Isso durou entre os anos de 1600 e 1605. Diz-se que o período de silêncio de Maestlin se seguiu devido ao seu medo de que Kepler publicasse suas cartas de correspondência. Houve outras razões especuladas pelas quais Maestlin cortou a comunicação com seu discípulo Kepler, incluindo uma crise pessoal em reação a rumores de seu próprio suicídio. Kepler, frustrado com a recusa de seu professor em continuar sua comunicação escrita, reclamou em uma carta datada de 14 de dezembro de 1604, para responder sobre seus pensamentos sobre a nova recentemente descoberta e altamente discutida. Não escrever sobre este acontecimento faria com que Kepler se tornasse culpado de “crime de desertar da astronomia”. Maestlin finalmente começou a falar novamente no mês seguinte a esta carta, por volta do final de janeiro de 1605. Nessa carta ele realizou várias coisas. Ele primeiro explicou e deu razão ao seu silêncio como sendo porque não havia mais nada útil para acrescentar às explicações anteriores sobre as questões que Kepler lhe dirigira. Em relação à nova, ele deduziu que se tratava, na verdade, de apenas uma estrela que antes não havia sido descoberta ou notada. Ele primeiro explicou e deu razão ao seu silêncio como sendo porque não havia mais nada útil para acrescentar às explicações anteriores sobre as questões que Kepler lhe dirigira. Em relação à nova, ele deduziu que se tratava, na verdade, de apenas uma estrela que antes não havia sido descoberta ou notada. Ele primeiro explicou e deu razão ao seu silêncio como sendo porque não havia mais nada útil para acrescentar às explicações anteriores sobre as questões que Kepler lhe dirigira. Em relação à nova, ele deduziu que se tratava, na verdade, de apenas uma estrela que antes não havia sido descoberta ou notada.

### Astronomia
Embora Maestlin tivesse muitos interesses, como reforma do calendário e matemática, ele era, acima de tudo, um astrônomo. Ele passou muito tempo pesquisando o sol, a lua e os eclipses. Sua obra de 1596, Disputatio de Eclipsibus, é quase inteiramente sobre o sol e a lua e é frequentemente mencionada na obra de 1604 de Kepler, Astronomiae pars optica. Em 1587, Maestlin publicou um manuscrito intitulado Tabula Motus Horarii no qual ele dá o movimento diário do sol em horas e minutos com suas posições em intervalos de dois minutos. Existem algumas outras tabelas que ele publicou que fornecem informações equivalentes, mas em graus, minutos e segundos.
Maestlin também é responsável por adicionar um apêndice ao Mysterium de Kepler e, com base na correspondência com Kepler, que ele tinha com frequência, ele é conhecido por ter estado mais envolvido no processo de edição de sua criação. Sabe-se que Maestlin e seu ex-aluno, Kepler, trocavam correspondência frequente por meio de cartas, entretanto, houve um tempo em que Maestlin parou de responder às mensagens do Kepler. Quando ele finalmente começou a responder às cartas de Kepler novamente, ele explicou seu silêncio de que não teria sido capaz de adicionar nada de significativo aos pedidos de Kepler por ajuda com seu trabalho, no entanto, este Maestlin provaria que sua própria afirmação estava errada por ser muito envolvido no trabalho de Kepler no futuro. Maestlin estava envolvido no Mysterium do Keplernisso, ele acrescentou diagramas de suas visões sobre a ordem dos planetas e o espaçamento entre eles para esclarecer seu ponto de vista. Esta foi a primeira vez que tal coisa foi feita. Esses mesmos diagramas são o que causou um mal-entendido que durou séculos. Maestlin não deixou claro se os planetas deveriam estar se movendo nas linhas dos círculos que deveriam representar seu sistema planetário, ou se eles deveriam estar se movendo dentro dos espaços desenhados por Maestlin. Isso levou muitas pessoas a acreditarem que o sistema planetário sugerido por Copérnico incluía um número menor de modificações (como epiciclos) do que o de Ptolomeu, quando exatamente o oposto era o caso. Apesar da confusão que esses diagramas causaram, Maestlin contribuiu muito para o Mysterium de Kepler, que chegou a levar Kepler tão longe a ponto de reconhecer que Maestlin foi coautor do livro em uma carta a Maestlin.
O apêndice adicionado de Maestlin também continha mais do que apenas o conjunto de distâncias planetárias e seus métodos de derivação das tabelas de correções. Além disso, ele incluiu uma avaliação dos modelos copernicanos, incluindo sua compreensão da geometria por trás desses modelos para a Terra, a lua e outros planetas. No que seria a forma final do apêndice, Maestlin também discute seu aluno, Kepler, e a qualidade de suas descobertas e conhecimento no assunto da astronomia.
O tratado de Maestlin sobre a nova de 1572 apresentava muitos aspectos extremamente semelhantes ao tratado muito mais longo de Tycho de Brahe sobre a mesma nova, intitulado De Stella Nova. Ambos foram publicados no mesmo ano, 1602, embora o de Maestlin tenha sido escrito muito antes. Neste tratado, Maestlin se concentrou extensivamente na matemática por trás da localização exata da nova estrela.
De acordo com a visão copernicana dos céus, Johannes Kepler calculou haver espaços vazios entre os orbes planetárias dos céus, e Maestlin sugeriu que esses espaços vazios podem ser onde os cometas ocorrem com frequência. Este tipo de revelação só foi possível sob a suposição de uma organização universal heliocêntrica. Acredita-se que Maestlin tenha chegado a esta visão heliocêntrica depois de observar o caminho de um cometa em 1577. Quando esse cometa apareceu, Maestlin, junto com o astrônomo dinamarquês Tycho Brahe foram as primeiras pessoas que tentaram ativamente calcular seu caminho em uma forma mais complexa do que simplesmente rastrear seu caminho no céu. Tycho Brahe e Maestlin, ao rastrear o cometa, deduziram que o cometa não estava apenas viajando pelo céu, mas também passando pelos orbes geocêntricas sólidas de Aristóteles e Ptolomeu, sugerindo que as esferas dos planetas não eram sólidas como os astrônomos anteriores acreditavam.
Em 1604, Maestlin foi um dos primeiros astrônomos capazes de observar a Supernova de 1604 (mais tarde apelidada de Supernova de Kepler) em 9 de outubro de 1604. Ele fez suas observações visualmente sem instrumentos e tomou nota pessoal intensa de suas observações, no entanto, não as publicou imediatamente. Em vez disso, ele começou a trabalhar em um tratado, intitulado Consideratio Astronomica inusitatae Novae et prodigiosae Stellae, superiori 1604 anno, sub initium Octobris, iuxta Eclipticam in signo Sagittarii vesperi exortae, et adhuc nunc eodem loco lumine corusco prodigious (consideração astronômica do extraordinário corusco prodigioso nova estrela que apareceu perto da eclíptica no signo de Sagitário em uma noite no início de outubro do ano anterior de 1604 e continua a brilhar no mesmo lugar com uma luz trêmula) com a intenção de publicá-lo nos próximos anos. Ele começou a trabalhar seriamente no tratado em 1606, no entanto, ele nunca foi totalmente concluído.
Em 1613, Maestlin obteve seu primeiro conjunto de telescópios. Em uma carta ao Kepler, Maestlin diz que não foi capaz de ver os satélites de Saturno ou as fases de Vênus, no entanto, ele foi capaz de ver as Luas de Júpiter.
Uma conferência foi realizada em Tubingen (onde Maestlin era professor na universidade) em 2000 sobre Maestlin e sua vida e obras. Destes, Gerhard Betsch Gerhard Betsch produziu um volume coletivo sobre suas descobertas e análise de suas obras, bem como um resumo do nachlass de Maestlin, uma palavra alemã que significa coleção de manuscritos, notas, cartas, correspondência, etc. deixados para trás quando um estudioso passa. Seu nachlass foi guardado e preservado entre diferentes arquivos de bibliotecas na Alemanha e na Áustria. Betsch discutiu muitas coisas em sua dissertação, incluindo um tratado composto por Maestlin sobre o cometa de 1618-1619 escrito totalmente em alemão. Uma obra importante que Betsch deixou de mencionar foi o tratado de Maestlin sobre o cometa de 1604. Esta obra, escrita completamente em latim desta vez, foi intitulado Consideratio Astronomica inusitatae Novae et prodigiosae Stellae, superiori 1604 anno, sub initium Octobris, iuxta Eclipticam in signo Sagittarii vesperi exortae, et adhuc nunc eodem loco lumine corusco lucentis, ou em português, "Consideração astronômica da extraordinária e prodigiosa nova estrela que apareceu perto da eclíptica no signo de Sagitário em uma noite no início de outubro do ano anterior de 1604 e continua a brilhar no mesmo lugar com uma luz trêmula". O trabalho consistiu em uma visão de seus pensamentos sobre o cometa e se estende por pouco mais de 12 páginas, mas é difícil de ler. Existem muitos cancelamentos e acréscimos, bem como notas e marcas nas palavras. O trabalho também está inacabado, o que leva os estudiosos a acreditar que ou Maestlin não conseguiu terminar ou as páginas finais se perderam em algum momento dos séculos passados. A melhor data estimada para seu tratado foi registrada como abril de 1605. Maestlin descreve os meses de fevereiro ou março, quando o cometa mostrou sinais de diminuição da intensidade e do brilho. Ele estimou sua expiração ou desaparecimento para maio do mesmo ano. Seu raciocínio para essa estimativa veio do fato de que o sol estaria em oposição à nova neste momento. Ele discute extensivamente a intensidade e magnitude da nova e como ela difere dos padrões vistos em novas anteriores, como o de 1572. Este cometa de 1572 foi visto pela primeira vez em uma certa magnitude e, como outros antes e depois dele, experimentou uma diminuição constante em toda a sua visibilidade. Este cometa de 1604, entretanto, manteve uma grande magnitude por algum tempo como uma estrela de primeira magnitude como a de Vênus e as outras estrelas mais brilhantes. Maestlin descreve os meses de fevereiro ou março, quando o cometa mostrou sinais de diminuição da intensidade e do brilho. Ele estimou sua expiração ou desaparecimento para maio do mesmo ano. Seu raciocínio para essa estimativa veio do fato de que o sol estaria em oposição à nova neste momento. Ele discute extensivamente a intensidade e magnitude da nova e como ela difere dos padrões vistos em novas anteriores, como o de 1572. Este cometa de 1572 foi visto pela primeira vez em uma certa magnitude e, como outros antes e depois dele, experimentou uma diminuição constante em toda a sua visibilidade. Este cometa de 1604, entretanto, manteve uma grande magnitude por algum tempo como uma estrela de primeira magnitude como a de Vênus e as outras estrelas mais brilhantes. Maestlin descreve os meses de fevereiro ou março, quando o cometa mostrou sinais de diminuição da intensidade e do brilho. Ele estimou sua expiração ou desaparecimento para maio do mesmo ano. Seu raciocínio para essa estimativa veio do fato de que o sol estaria em oposição à nova neste momento. Ele discute extensivamente a intensidade e magnitude da nova e como ela difere dos padrões vistos em novas anteriores, como o de 1572. Este cometa de 1572 foi visto pela primeira vez em uma certa magnitude e, como outros antes e depois dele, experimentou uma diminuição constante em toda a sua visibilidade. Este cometa de 1604, entretanto, manteve uma grande magnitude por algum tempo como uma estrela de primeira magnitude como a de Vênus e as outras estrelas mais brilhantes. Ele estimou sua expiração ou desaparecimento para maio do mesmo ano. Seu raciocínio para essa estimativa veio do fato de que o sol estaria em oposição à nova neste momento. Ele discute extensivamente a intensidade e magnitude da nova e como ela difere dos padrões vistos em novas anteriores, como o de 1572. Este cometa de 1572 foi visto pela primeira vez em uma certa magnitude e, como outros antes e depois dele, experimentou uma diminuição constante em toda a sua visibilidade. Este cometa de 1604, entretanto, manteve uma grande magnitude por algum tempo como uma estrela de primeira magnitude como a de Vênus e as outras estrelas mais brilhantes. Ele estimou sua expiração ou desaparecimento para maio do mesmo ano. Seu raciocínio para essa estimativa veio do fato de que o sol estaria em oposição à nova neste momento. Ele discute extensivamente a intensidade e magnitude da nova e como ela difere dos padrões vistos em novas anteriores, como o de 1572. Este cometa de 1572 foi visto pela primeira vez em uma certa magnitude e, como outros antes e depois dele, experimentou uma diminuição constante em toda a sua visibilidade. Este cometa de 1604, entretanto, manteve uma grande magnitude por algum tempo como uma estrela de primeira magnitude como a de Vênus e as outras estrelas mais brilhantes. Ele discute extensivamente a intensidade e magnitude da nova e como ela difere dos padrões vistos em novas anteriores, como o de 1572. Este cometa de 1572 foi visto pela primeira vez em uma certa magnitude e, como outros antes e depois dele, experimentou uma diminuição constante em toda a sua visibilidade. Este cometa de 1604, entretanto, manteve uma grande magnitude por algum tempo como uma estrela de primeira magnitude como a de Vênus e as outras estrelas mais brilhantes. Ele discute extensivamente a intensidade e magnitude da nova e como ela difere dos padrões vistos em novas anteriores, como o de 1572. Este cometa de 1572 foi visto pela primeira vez em uma certa magnitude e, como outros antes e depois dele, experimentou uma diminuição constante em toda a sua visibilidade. Este cometa de 1604, entretanto, manteve uma grande magnitude por algum tempo como uma estrela de primeira magnitude como a de Vênus e as outras estrelas mais brilhantes.

## Cristianismo
Durante os dias de Maestlin e Kepler, pode ser considerado um negócio perigoso questionar a responsabilidade de Deus em criar o mundo e todas as criaturas nele, porque alguém pode ser acusado de blasfêmia. Maestlin via as coisas sob uma luz diferente, no entanto. Ele era um seguidor da igreja luterana e, como tal, acreditava que estudar o mundo natural e desvendar as leis que o incorporam aproximará a humanidade de Deus. Na opinião de Maestlin, compreender as criações de Deus permitirá que seus filhos estejam mais perto dele e de seu plano divino. Ele ainda acreditava que descobrir mais sobre o mundo natural em que vivemos enriquecerá o conhecimento que temos de Deus. Maestlin uma vez foi até pastor luterano.

## Observações astronômicas notáveis
- Catalogado o aglomerado das Plêiades em 24 de dezembro de 1579. Onze estrelas do aglomerado foram registradas por Maestlin e, possivelmente, até quatorze foram observadas.[33]
- Ocultação de Marte por Vênus em 13 de outubro de 1590, vista por Maestlin em Heidelberg.[34]
- Observou a Supernova de 1604 (Supernova de Kepler) em 9 de outubro de 1604, mas não começou a registrar publicamente a observação até 1606.[35]

## Legado
- Asteroide 11771 Maestlin, descoberto em 1973
- Cratera Lunar: Maestlin